# MTV Video Music Award a legjobb női videóért
Az MTV Video Music Award a legjobb női videóért díj egyike annak a négy díjnak, melyet az első MTV Video Music Awards óta kiosztanak. 2007-ben a díj nevét Female Artist of the Year-re (Az év női előadója) rövidítették. Ez sokkal inkább a művész egész évi munkásságát díjazta, nem egy konkrét videót. 2008-ban a díj visszatért eredeti nevéhez. A kategória legtöbbször díjazott és jelölt előadója Madonna (12 jelölés, 3 győzelem). A díjat 2016-ig adták át.
| Év   | Győztes                                               | További jelöltek                                                                                           |
| ---- | ----------------------------------------------------- | --- |
| 1984 | Cyndi Lauper — Girls Just Want to Have Fun            | - Donna Summer — She Works Hard for the Money                                                              |
| 1985 | Tina Turner — What's Love Got to Do with It           | - Sheila E. — The Glamorous Life                                                                           |
| 1986 | Whitney Houston — How Will I Know                     | - Tina Turner — We Don't Need Another Hero                                                                 |
| 1987 | Madonna — Papa Don't Preach                           | - Madonna — Open Your Heart                                                                                |
| 1988 | Suzanne Vega — Luka                                   | - Jody Watley — Some Kind of Lover                                                                         |
| 1989 | Paula Abdul — Straight Up                             | - Jody Watley — Real Love                                                                                  |
| 1990 | Sinéad O’Connor — Nothing Compares 2 U                | - Michelle Shocked — On the Greener Side                                                                   |
| 1991 | Janet Jackson — Love Will Never Do (Without You)      | - Madonna — Like a Virgin (Truth or Dare verzió)                                                           |
| 1992 | Annie Lennox — Why                                    | - Vanessa L. Williams — Save the Best for Last                                                             |
| 1993 | k.d. lang — Constant Craving                          | - Annie Lennox — Walking on Broken Glass                                                                   |
| 1994 | Janet Jackson — If                                    | - Me'Shell NdegéOcello — If That's Your Boyfriend (He Wasn't Last Night)                                   |
| 1995 | Madonna — Take a Bow                                  | - Annie Lennox — No More I Love You's                                                                      |
| 1996 | Alanis Morissette — Ironic                            | - Jewel — Who Will Save Your Soul                                                                          |
| 1997 | Jewel — You Were Meant for Me                         | - Paula Cole — Where Have All the Cowboys Gone                                                             |
| 1998 | Madonna — Ray of Light                                | - Shania Twain — You're Still the One                                                                      |
| 1999 | Lauryn Hill — Doo Wop (That Thing)                    | - Jennifer Lopez — If You Had My Love - Madonna — Beautiful Stranger - Britney Spears — Baby One More Time |
| 2000 | Aaliyah — Try Again                                   | - Britney Spears — Oops!...I Did It Again                                                                  |
| 2001 | Eve (közreműködik Gwen Stefani) — Let Me Blow Ya Mind | - Madonna — Don't Tell Me                                                                                  |
| 2002 | Pink — Get the Party Started                          | - Britney Spears — I'm a Slave 4 U                                                                         |
| 2003 | Beyoncé (közreműködik Jay-Z) — Crazy in Love          | - Jennifer Lopez — I'm Glad                                                                                |
| 2004 | Beyoncé — Naughty Girl                                | - Britney Spears — Toxic                                                                                   |
| 2005 | Kelly Clarkson — Since U Been Gone                    | - Gwen Stefani — Hollaback Girl                                                                            |
| 2006 | Kelly Clarkson — Because of You                       | - Shakira (közreműködik Wyclef Jean) — Hips Don't Lie                                                      |
| 2007 | Fergie                                                | - Amy Winehouse                                                                                            |
| 2008 | Britney Spears — Piece of Me                          | - Jordin Sparks (közreműködik Chris Brown) — No Air                                                        |
| 2009 | Taylor Swift — You Belong with Me                     | - Pink — So What                                                                                           |
| 2010 | Lady Gaga — Bad Romance                               | - Taylor Swift — Fifteen                                                                                   |
| 2011 | Lady Gaga — Born This Way                             | - Katy Perry — Firework                                                                                    |
| 2012 | Nicki Minaj — Starships                               | - Rihanna (közreműködik Calvin Harris) — We Found Love                                                     |
| 2013 | Taylor Swift — I Knew You Were Trouble                | - Rihanna (közreműködik Mikky Ekko) — Stay                                                                 |
| 2014 | Katy Perry (közreműködik Juicy J) — Dark Horse        | - Lorde — Royals                                                                                           |
| 2015 | Taylor Swift — Blank Space                            | - Sia — Elastic Heart                                                                                      |
| 2016 | Beyoncé – Hold Up                                     | - Adele – Hello - Ariana Grande – Into You - Rihanna (Drake közreműködésével) – Work - Sia – Cheap Thrills |

## Rekordok
- Legtöbb győzelem

1. Madonna, Beyoncé, Taylor Swift: 3 győzelem
2. Kelly Clarkson, Janet Jackson, Lady Gaga: 2 győzelem

- Legtöbbször jelölt előadók:

| Helyezés       | 1.      | 2.              | 3.                      | 4.                     | 5.                                           |
| -------------- | ------- | --------------- | ----------------------- | ---------------------- | -------------------------------------------- |
| Előadó         | Madonna | Beyoncé Knowles | Janet JacksonKaty Perry | Britney Spears Rihanna | Christina Aguilera Taylor Swift Cyndi Lauper |
| Összes jelölés | 12      | 10              | 6                       | 5                      | 4                                            |